# Hallucinochrysa diogenesi
Hallucinochrysa diogenesi o crisopa alucinante de Diógenes es un género extinto de insecto de la superfamilia Chrysopoidea. El ejemplar fósil, encontrado en un fragmento de ámbar extraído en el yacimiento paleontológico de Rábago/El Soplao (Rábago, Cantabria, España) en 2012, es el primero encontrado y pertenece al Cretácico, hace unos 110 millones de años.
Las larvas de Chrysopoidea se conocen por su hábito de recoger restos vegetales que les permiten el camuflaje. En el caso fosilizado en Cantabria son de helecho.

## Descripción del fósil de El Soplao
La larva de Chrysopoidea descubierta en 2008 en el yacimiento cántabro permite desentrañar los misterios de la evolución de los invertebrados terrestres al ser una larva de 110 millones de años cubierta de vegetales y, por tanto, la evidencia de camuflaje en insectos más antigua conocida hasta ahora.
El fósil encontrado en El Soplao, de unos cuatro milímetros de longitud, es una larva depredadora del grupo de los neurópteros que aparece recubierta por una maraña de pequeños filamentos de origen vegetal recolectados con sus mandíbulas con el fin de confundirse así con el entorno, cripsis. Este tipo de comportamiento, llamado transporte de basura (o trash-carrying), sirve como estrategia de supervivencia, y también estrategia de depredador, ya que esta especie se alimentaba de otros organismos vivos.
La especie extinta, afín a las actuales crisopas verdes, representa un nuevo género que ha sido denominado crisopa alucinante de Diógenes (Hallucinochrysa diogenesi), en alusión a su apariencia sorprendente y al síndrome de Diógenes, una patología que afecta a algunas personas, que acumulan basura de manera compulsiva.
Según el descubridor del fósil, Ricardo Pérez de la Fuente, «Es un registro único» y «es muy poco probable que vaya a aparecer algo similar».
Las larvas actuales de crisopas verdes acumulan restos vegetales o animales de todo tipo y los retienen mediante unos pequeños muñones con pelos que tienen en el dorso. Por el contrario, la Hallucinochrysa diogenesi, de aspecto único y distinto al de las crisopas verdes de nuestros días, mostraba largos túbulos con abundantes pelos terminados en forma de trompeta que actuaban a modo de ancla. Toda esta estructura, desconocida hasta ahora para la ciencia, formaba una cestilla dorsal que retenía la basura e impedía que se desprendiera al moverse la larva.
Enrique Peñalver destaca la importancia de las implicaciones que tiene esta larva a nivel evolutivo y para conocer cómo han evolucionado los comportamientos en los animales a lo largo de cientos de millones de años: «Afortunadamente, esta larva está proporcionando una visión directa de cómo era un comportamiento que hoy en día se da mucho en ciertos insectos, pero del que no había ningún rastro en el registro fósil».

## Camuflaje más antiguo del mundo
En opinión de los autores de la publicación de presentación de la nueva especie «la Hallucinochrysa diogenesi muestra que el comportamiento de camuflaje y sus adaptaciones morfológicas relacionadas aparecieron de forma muy temprana en los insectos, ya en la época de los dinosaurios».
Otro dato excepcional del estudio es que refleja una estrecha relación ancestral planta-insecto ¿posiblemente un ejemplo de mutualismo?, ya que la larva depredadora libraba de plagas al helecho mientras que este constituía su hábitat y le aportaba la basura protectora: es decir, ambos organismos habrían obtenido un beneficio mutuo.
En un escenario cretácico en el que los bosques resiníferos de la antigua península ibérica eran asolados por grandes incendios forestales, esta larva recolectó su basura a partir de un tipo de helecho que crecía abundantemente tras el paso del fuego.